# من، دن جووانی
من، دُن جووانی (ایتالیایی: Io, Don Giovanni) یک فیلم درام زندگی‌نامه‌ای به کارگردانی کارلوس سائورا است که در سال ۲۰۰۹ منتشر شد.
ساخت فیلم برای اولین بار در فوریه ۲۰۰۶، در جریان بازار فیلم اروپایی جشنواره بین‌المللی فیلم برلین اعلام شد.
فیلم‌نامه این اثر که «برداشتی آزاد از رویدادهای تاریخی است» توسط سائورا به همراه روزنامه‌نگار و نویسنده رافائلو اوبولدی و آلکساندرو والینی نوشته شد.
در ابتدا قرار بود این فیلم یک هم‌تولید بین اسپانیا، ایتالیا و اتریش باشد، با بیشتر صحنه‌ها که قرار بود در وین فیلمبرداری شوند. در دسامبر ۲۰۰۶، این فیلم به عنوان یک پروژه با اهمیت فرهنگی شناخته شد و تولید آن از طرف وزارت فرهنگ ایتالیا مبلغ ۱٫۸۰۰٫۰۰۰ یورو بودجه دریافت کرد. سپس، «رای سینما» به تولید فیلم پیوست و مبلغ ۱٫۲۰۰٫۰۰۰ یورو کمک مالی کرد.

## بازیگران
- لینو گوانچاله در نقش ولفگانگ آمادئوس موتسارت
- توبیاس مورتی در نقش جاکومو کازانووا
- انیو فانتاستیکینی در نقش آنتونیو سالییری
- لورنتسو بالدوچی در نقش لرنزو دا پونته
- فرانچسکا اینائودی
- فرانکو اینترلنگی
- فرانچسکو باریلی
- روبرتو آکورنیرو
- سباستیانو لو موناکو
- لورنتسو بالدوچی
- بندتو لو موناکو